# 伯靈頓車站 (奧馬哈)
奧馬哈伯靈頓車站（英語：Burlington station）位於內布拉斯加州奧馬哈南10街925號。原為芝加哥，伯靈頓和昆西鐵路建設並使用的鐵路車站，是奧馬哈市區的重要地標。伯靈頓車站和奧馬哈聯合車站構成共站，位於密蘇里河西岸，分別沿鐵路線南北建設大樓並以進展天橋相連，歷史上曾是奧馬哈地區最重要的鐵路車站，也是美國中西部地區最重要的鐵路樞紐之一。至今美國國鐵仍然利用其部分設施用於每日一對的加州和風號停靠。大樓最初建於1898年，由著名設計師Thomas Rogers Kimball設計的意大利式風格的車站大樓曾受到廣泛的讚譽。車站周邊地區的商業在十九世紀後期至二十世紀前半葉紀得到了極大的促進，又被稱為奧馬哈鐵路商業區（Omaha Rail and Commerce Historic District）。車站以北則是奧馬哈"老市場"區（Old Market），南部為意裔居住區“小意大利”（Little Italy）。

## 歷史
1850年，芝加哥，伯靈頓和昆西鐵路成立，致力於開闢中西部鐵路運輸市場。1870年該公司的路網延伸進入奧馬哈市區並開始提供客貨及郵件運輸（從1888年起，伯靈頓鐵路一直承擔奧馬哈地區郵件轉運直至1972年）。鐵路運輸給奧馬哈及內布拉斯加州經濟發展帶來極大的促進，1890年，伯靈頓鐵路和聯合太平洋鐵路公司協商在市區建立一座新的鐵路車站。車站建設由雙方合作成立的“聯合車站公司” （Union Depot Company）建造。同年伯靈頓鐵路在現址建造一座臨時車站用於客貨運輸。然而年末聯合太平洋鐵路發生經濟危機，新車站建設中止。1897年伯靈頓鐵路宣佈退出合作並在路軌區南側新建車站，1898年7月4日新車站正式啓用，即為現“伯靈頓車站”。而隨後聯合太平洋鐵路亦在北側建成車站，即為“聯合車站”。

## 1898-1928

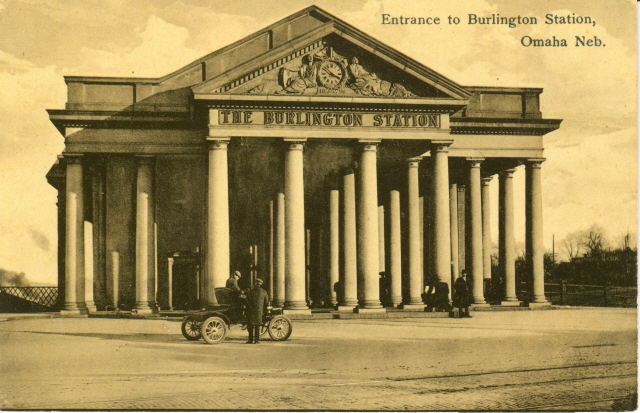
1910年明信片，伯靈頓車站進站口石柱

1898年7月4日，為迎接當年在奧馬哈舉辦的萬國博覽會（World's fair）伯靈頓車站正式啓用。這一盛會吸引了眾多來自全美和世界各地的遊客。伯靈頓車站作為當時奧馬哈市唯一現代化大型火車站，開業伊始即迎來來客流高峰。車站具有一大型旋轉樓梯，連接位於地面層的候車室和位於地下一層的月台區。其中兩個月台具有大型防雨天棚，在奧馬哈鐵路運輸史上為首創。車站內部設施裝飾在當時也極為先進：男女分開的洗手間，男士專用抽煙室和美食街。大樓內部由赭色大理石柱裝飾，地板和樓梯則由黃銅鑲嵌成落基山羊頭狀拼貼畫。車站供耗資40萬8千美元，在當時是一筆巨款。
得益于萬國博覽會的召開，伯靈頓車站以其古典的裝飾和先進的設施獲得了社會各界的讚譽。一名來訪的德國傳教士認為奧馬哈伯靈頓車站是美國最為精美的鐵路車站。1908年《芝加哥紀事報》撰寫道：“奧馬哈伯靈頓車站是我所見到最華美的火車站，其如同古希臘的神廟，堪稱藝術的瑰寶”。
雖然讚譽集中在車站的外型和建築風格，但車站本身的設計也為人稱道。車站緊鄰10街跨線橋，其主入口位於跨線橋旁，旅客可以直接由10街進入車站大樓二樓候車區。主入口由28根原產於科羅拉多州的花崗岩巨型石柱裝飾。車站大樓由淺灰色磚塊和淺黃色印第安納石灰岩建造，天花板則鋪設以上釉瓷磚。西雅圖郵訊報于1899年報道：“通過一系列值得後人效法的創新，伯靈頓車站在奧馬哈被稱為'最原創，最令人震撼，最設計精良的鐵路車站'”。

## 1929-1953
二十世紀20年代末至30年代初，奧馬哈聯合車站進行了拆除重建，新站于1931年啟用。與之相對應，1929年至1930年伯靈頓車站進行了大規模裝修。1930年9月4日車站裝修完成，並舉行盛大的重新開張儀式。
1930年裝修後，伯靈頓車站外形從原意大利式建築轉變成“新古典主義”式，其外表被簡化。原矗立在大門的24根巨型花崗岩石柱被移除，安放在內布拉斯加大學林肯分校的體育場附近。內部則裝修更加華美：候車廳的天花板被提升，中央旋轉樓梯被拆除以提供更加寬敞的空間。牆壁增加了金色的浮雕繪畫和其他裝飾品。四個巨型的枝型吊燈安裝在天花板上，每個重約一噸。

## 1954至今

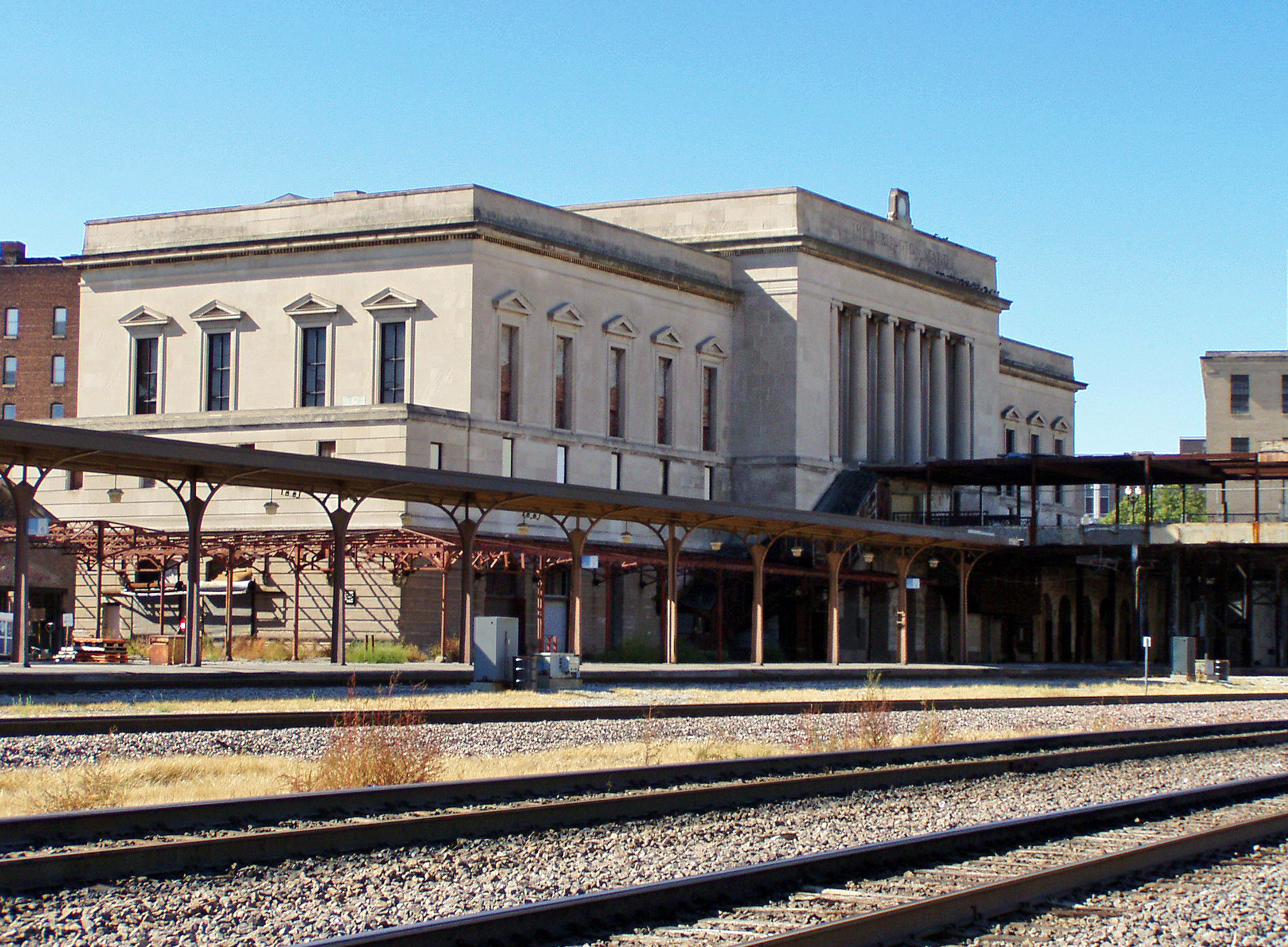
伯靈頓車站荒廢的大樓，月台仍然在使用

1954年，以應對汽車的普及車站重新進行裝修，新建具有天棚和照明停車場以及環形行車道以方便旅客接送。1960年代，鐵路客運進入大衰退，客流急劇減少，部分車站設施開始失修。1971年美國國鐵接管鐵路客運後， 美鐵選擇繼續使用伯靈頓車站。聯合車站則被關閉。兩座站房之間的月台區大部分被拆除，僅留下少許用作美鐵列車停靠。伯靈頓車站苟延殘喘並未持續很久，1974年2月1日美鐵出於經濟原因和客流下降關閉車站大樓，並在大樓以東新修建小型站房。
1974年，伯靈頓車站大樓被列入美國國家史跡名錄。曾有多個試圖利用車站大樓用作辦公樓和倉庫的計劃，但是歸於失敗。1985年，車站部分設施被拆除出售，四個華麗的枝型吊燈被拆解後出售。2004年，兩位投資者購買下車站大樓並將其改造成公寓，但受2008年金融危機影響，以及車站所處地段，公寓銷售不佳，計劃再度擱淺。
目前，車站大樓處於荒廢狀態。但是伯靈頓車站依然在扮演100多年來的最基本的角色——火車站。從芝加哥開往埃默里維爾的每日一對加州和風號仍停靠在伯靈頓車站的月台區。

## 相關鏈接
- Burlington Station（页面存档备份，存于）
- Modern photo（页面存档备份，存于）